# Xammes
Xammes – miejscowość i gmina we Francji, w regionie Grand Est, w departamencie Meurthe i Mozela.
Według danych na rok 1990 gminę zamieszkiwały 122 osoby, a gęstość zaludnienia wynosiła 15 osób/km² (wśród 2335 gmin Lotaryngii Xammes plasuje się na 923. miejscu pod względem liczby ludności, natomiast pod względem powierzchni na miejscu 738.).